# Mount Hummel
Mount Hummel är ett berg i Antarktis. Det ligger i Västantarktis. Inget land gör anspråk på området. Toppen på Mount Hummel är 259 meter över havet.
Terrängen runt Mount Hummel är kuperad norrut, men söderut är den platt. Trakten är obefolkad. Det finns inga samhällen i närheten.